# 胡启恒
胡启恒（1934年6月15日—），女，祖籍陕西榆林，生于北京，中国模式识别专家。毕业于苏联莫斯科化工机械学院，获技术科学副博士学位。1994年当选中国工程院信息与电子工程学部院士。曾任中国科学院副院长、自动化研究所所长，中国科学技术协会副主席，中国互联网协会理事会首任理事长。2013年6月，她入选国际互联网协会（Internet Society，ISOC）第二批“互联网名人堂”名单，成为首个获此殊荣的中国人。其兄胡启立，曾任第十三届中共中央政治局常委、第九届全国政协副主席。

## 生平
胡启恒于1934年出生在北京。1959年毕业于莫斯科化工机械学院工业自动化专业，1963年获技术科学副博士学位。
回国后，胡启恒在中国科学院自动化研究所，先后从事生产过程自动控制、模式识别等方面的研究工作；主持中国最早用于邮政信函分拣自动化的手写字符识别机的设计，曾获科学大奖；领导建立了中国第一个模式识别国家重点实验室。1980年至1982年，应美国凯斯西储大学邀请，任该校应用物理与电机工程系客座研究教授，从事决策规则推断的研究。1983年，出任中国科学院自动化研究所所长；1988年，升任中科院副院长；期间，曾兼任中国计算机学会理事长，中国自动化学会理事长。1994年，作为中国科学院副院长和“中关村教育与科研示范网络（NCFC）”管委会主任，胡启恒专程造访美国自然科学基金会，促使NCFC网与美国NSFNet网络直接互联，实现了中国与全球互联网的链接。
1994年，中国工程院成立，胡启恒被遴选为工程院首批院士；1996年，被聘为中国互联网络信息中心（CNNIC）工作委员会主任委员，并当选中国科学技术协会副主席。2001年5月，在中国互联网协会成立大会上，胡启恒当选为第一届理事会理事长。2001年6月，中国科学技术协会第六次全国代表大会召开，并选举其出任第六届全国委员会副主席。2003年12月，欧美同学会第五届理事会第一次会议在北京召开，她担任副会长。2008年4月，被委任为联合国信息通讯技术促进发展世界联盟战略理事会理事，任期至2010年3月31日；当年9月，连任中国互联网协会第三届理事会理事长。
她还是第八届、第九届全国政协委员。